# TAB-71
TAB-71 (Transportorul Amfibiu Blindat model 1971) este denumirea transportorului blindat pentru trupe sovietic BTR-60PB fabricat sub licență în România. Aflat în dotarea armatei române de la începutul anilor 1970, TAB-71 va fi înlocuit de viitorul transportor blindat pentru trupe TBT 8×8.

## Istorie
Vezi de asemenea TAB-63

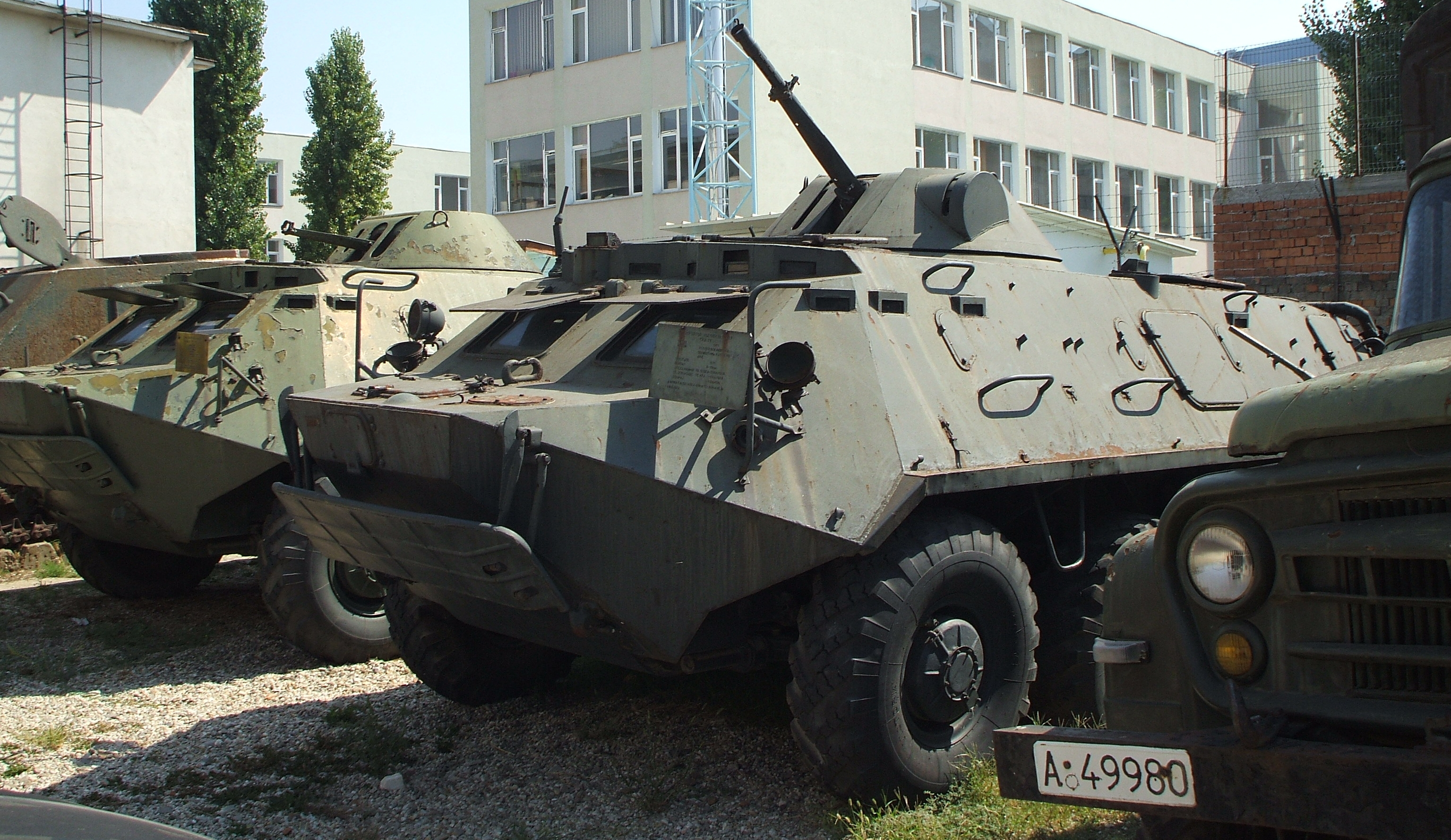
BTR-60PB (stânga) și TAB-71 (centru) expuse la Muzeul Militar Național "Regele Ferdinand I" din București.

Republica Socialistă România deținea încă din anul 1962 documentația necesară fabricării sub licență a transportorului blindat sovietic BTR-60P. Având la dispoziție aceste informații, inginerii români au construit prototipul experimental TAB-63. Acest model nu a intrat în producție, fiindcă autoritățile de la București doreau licența pentru fabricarea versiunii modernizate a transportorului, denumită BTR-60PB. Licența pentru acest model a fost obținută de la URSS în anul 1970, iar producția a fost demarată la Uzina Automecanică Moreni. Denumit oficial TAB-71, transportorul blindat pentru trupe era similar, dar nu identic cu modelul sovietic. Principala deosebire era turela îmbunătățită și motoarele pe benzină mult mai puternice (2×140 CP față de 2×90 la BTR-60). Unghiul de tragere vertical de aproape 90° al mitralierelor din turelă permitea folosirea lor împotriva țintelor aeriene. TAB-71 avea mai multe periscoape de vedere pe timp de zi decât BTR-60PB, precum și o lunetă distinctivă în partea stângă a turelei: LOTA (luneta de ochire terestră și antiaeriană).
TAB-71 a fost modernizat la începutul anilor 1980. Noul vehicul a fost denumit TAB-71M (M de la Modernizat), denumit și TAB-72 de către serviciile de informații străine. Acest model era îmbunătățit semnificativ, având acum două motoare diesel Saviem 797-05 a câte 130 de cai putere fiecare. Aceste motoare erau folosite și de către modelul TAB-77, bazat pe transportorul sovietic BTR-70. Partea din spate a transportorului blindat era acum mult mai ridicată din cauza camerei energetice mai mari, iar țevile de eșapament erau poziționate orizontal. TAB-71M avea și un chepeng de acces între punțile doi și trei. Accesul era însă foarte dificil din cauza spațiului limitat dintre roți. Totuși, obloanele laterale dintre roți putea fi folosite în caz de urgență pentru evacuarea vehiculului și pentru aprovizionarea cu muniție și alte provizii. Luneta LOTA era acum protejată de un grilaj.

## Variante
- TAB-71 - modelul standard, cu motoare pe benzină.
- TAB-71M - un model îmbunătățit, cu motoare diesel.
- TAB-71AR (AR: Aruncător de bombe) - o versiune adaptată pentru a folosi aruncătorul de bombe de calibrul 82 mm model 1977.
- TERA-71L (Tractor de evacuare și reparații auto) - o versiune specializată pentru mentenanța vehiculelor avariate.
- TAB-71A R-1450 - versiune punct de comandă dotată cu echipamente radio suplimentare.
- TAB-71A R-1451 - versiune punct de comandă cu echipamente radio suplimentare.
- TAB-71A R-1452 - versiune punct de comandă cu echipamente radio suplimentare. Aspectul exterior este identic cu versiunea R-1451.

## Utilizatori
- România - 1872 de exemplare fabricate. În 2010, România deținea 846 de transportoare TAB-71, 375 fiind în uz. Vehiculele blindate TAB-71 vor fi retrase din uz, casate și înlocuite treptat cu viitorul transportor blindat pentru trupe TBT 8×8, a cărui dezvoltare a fost demarată pe 17 martie 2011.
- Republica Moldova - 161 TAB-71M comandate în 1992 și livrate între anii 1992-1995. 89 erau în uz în anul 2010.
- Iugoslavia - 40 de transportoare TAB-71 destinate poliției au fost comandate în 1978 și livrate între anii 1980-1981. Retrase din uz. 
  -  Croația - folosite în Războiul Croat de Independență de unități ale armatei și poliției.[2]
- Ucraina - cantitate necunoscută, dar văzute în Noiembrie 2022 pentru prima oară folosite de soldați ucraineni luptând în Invazia Rusiei în Ucraina (2022). [3]

## Galerie foto

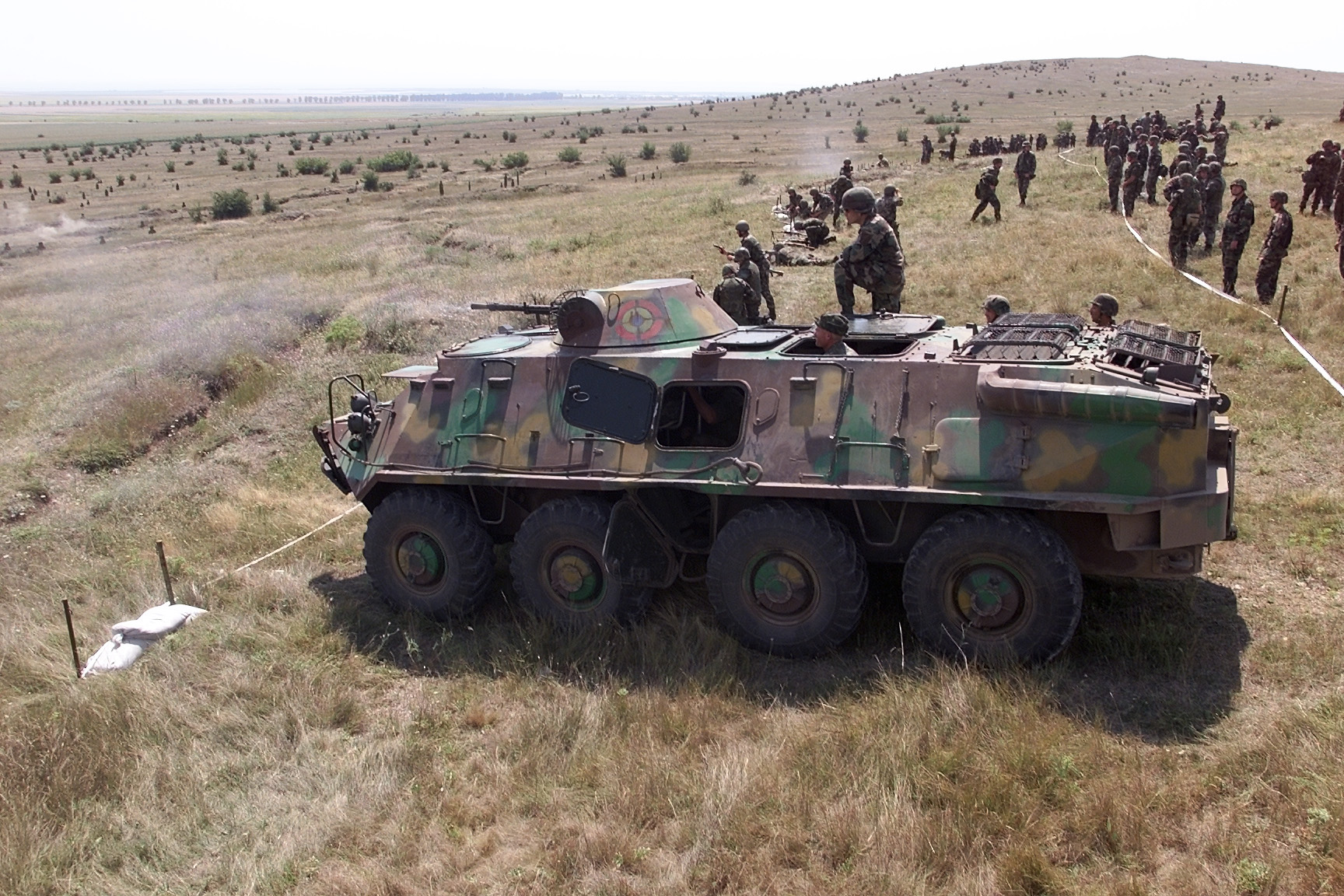
TAB-71M în timpul unui exercițiu comun româno-american desfășurat în poligonul de la Babadag (2000).
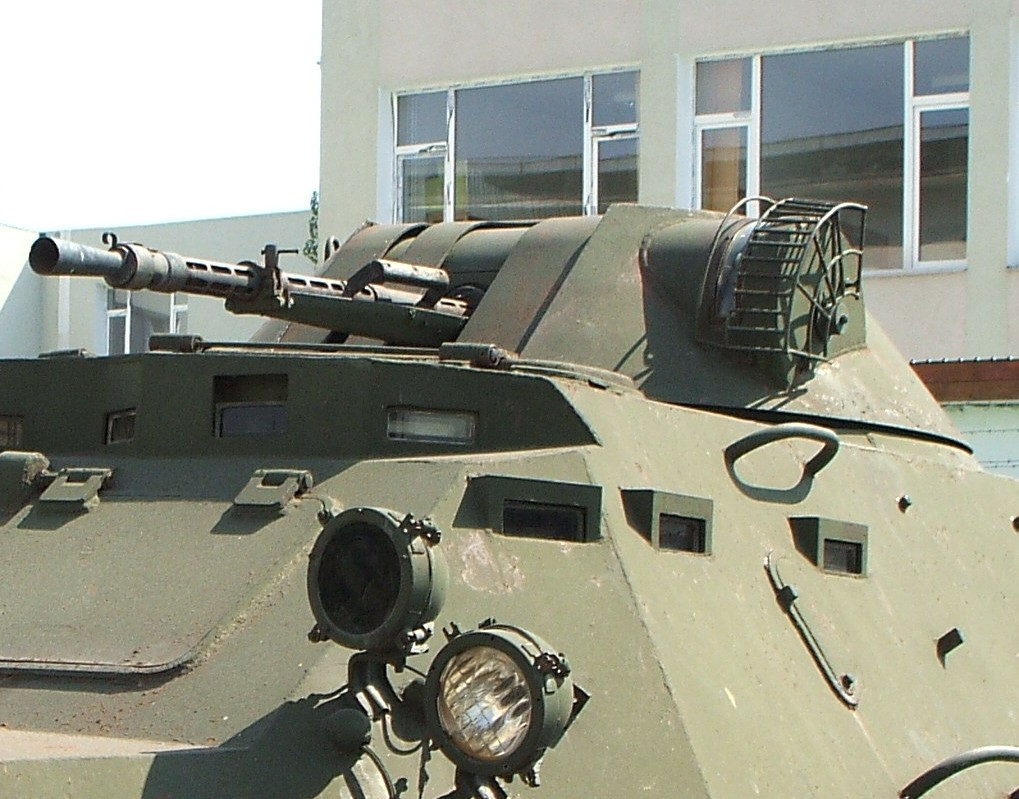
Turela modelului TAB-71M cu luneta LOTA specifică în partea dreaptă.
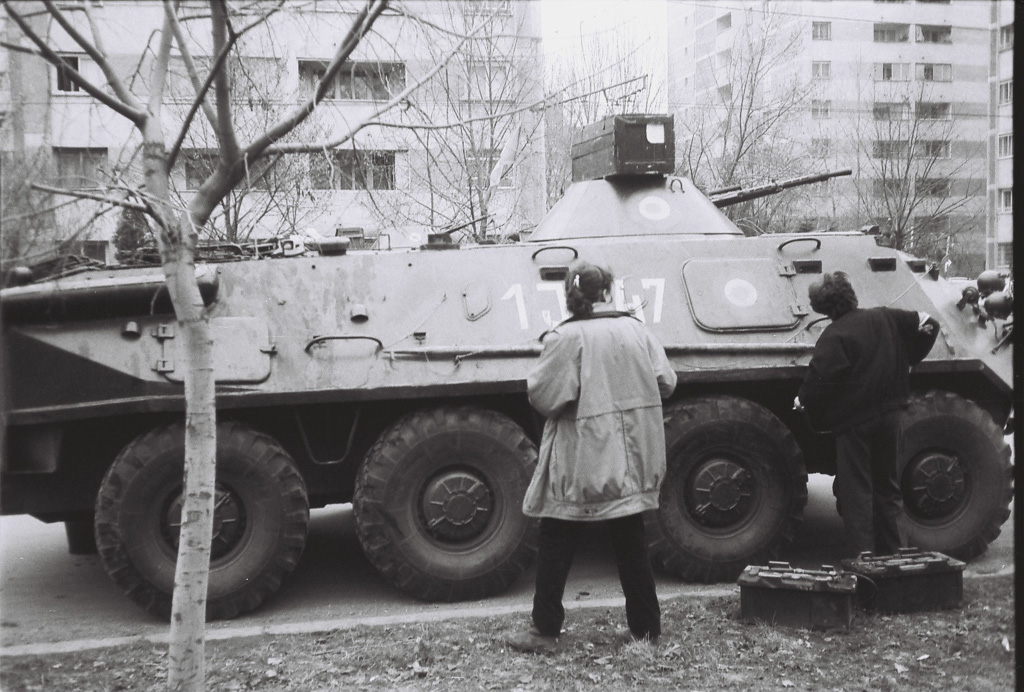
TAB-71 pe Strada Miron Constantinescu (Drumul Taberei) în decembrie 1989